# Swing Low
Swing Low (ibland omnämnd som Sam Cooke) är det sjunde studioalbumet med den amerikanske sångaren Sam Cooke. Albumet producerades av Hugo & Luigi (Hugo Peretti och Luigi Creatore) och släpptes av skivbolaget RCA Victor augusti 1961. Swing Low innehåller hitlåten "Chain Gang". Låten klättrade till nummer 2 på Billboard Hot 100 och även till nummer två på Billboard Hot R&B Sides.
Glenn Osser och Sammy Lowe arrangerade låtarna och dirigerade kompbandet och stråkorkestern.

## Låtlista

### Sida 1
1. "Swing Low, Sweet Chariot" (Harry Warren, Al Dubin)  – 3:05
2. "I'm Just a Country Boy" (Fred Hellerman, Marshall Barer)  – 4:05
3. "They Call the Wind Maria" (Alan Jay Lerner, Frederick Loewe)  – 2:54
4. "Twilight on the Trail" (Sidney D. Mitchell, Louis Alter)  – 3:10
5. "If I Had You" (Sam Cooke, James W. Alexander)  – 2:20
6. "Chain Gang" (Cooke)  – 2:32

### Sida 2
1. "Grandfather's Clock" (Henry Clay Work)  – 3:10
2. "Jeanie with the Light Brown Hair" (Stephen Foster)  – 3:44
3. "Long, Long Ago" (Thomas Haynes Bayly)  – 3:00
4. "Pray" (Johnnie Taylor)  – 2:10
5. "You Belong to Me" (Cooke, Alexander)  – 2:44
6. "Goin' Home" (Anton Devorák)  – 3:05